# Perdono

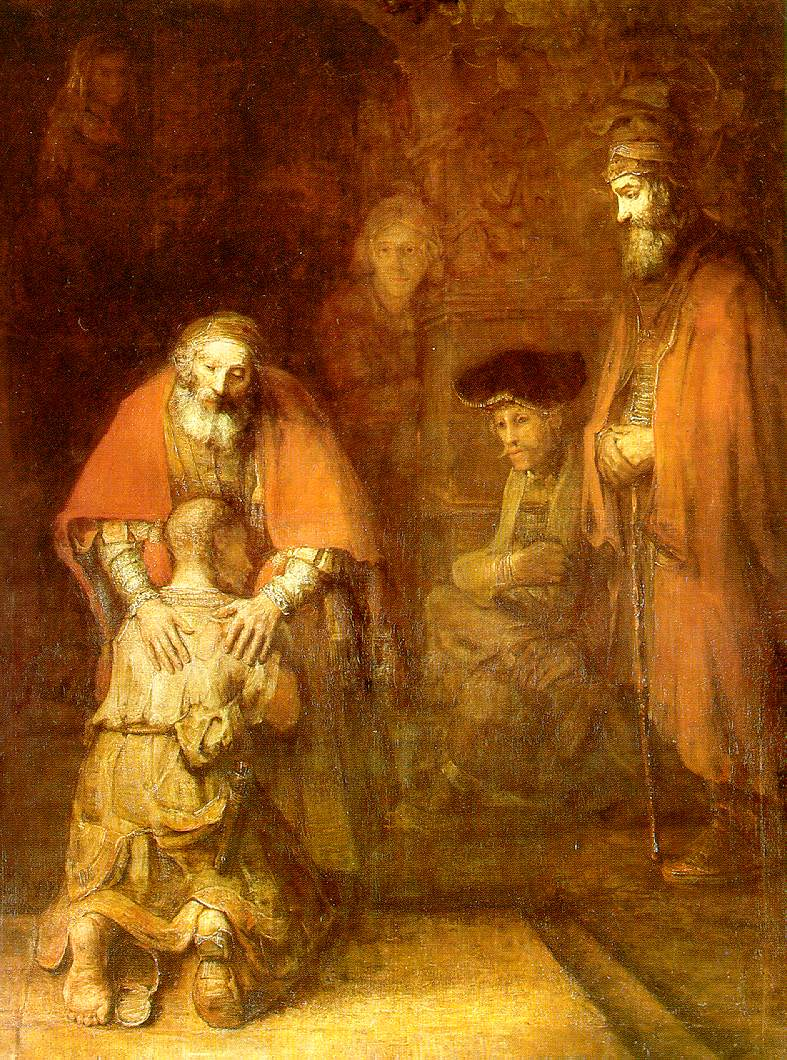
Il ritorno del figlio prodigo: ritratto del pittore olandese Rembrandt

Il perdono è la cessazione del risentimento personale e dei sentimenti scortesi nei confronti del colpevole, nonché il rifiuto della vendetta o delle richieste di punizione e risarcimento per le perdite e le sofferenze subite. È la decisione attraverso cui la vittima sperimenta un cambiamento nei sentimenti e negli atteggiamenti di fronte a un'offesa o un crimine, rinunciando a rancori o punizioni. Per estensione ha il valore d'indulgenza verso le debolezze o le difficoltà altrui, oppure di commiserazione o di benevolenza.
In ambito giuridico, il perdono è anche un atto di clemenza di una pubblica autorità, un atto di grazia, la sospensione della persecuzione per varie categorie di reati. Nel passato, in linguaggio desueto, per perdono della vita s'intendeva l'esenzione della pena di morte o la grazia della vita. Nel diritto penale il perdono giudiziale è il beneficio applicato in particolari condizioni, secondo quanto previsto dagli articoli del codice penale.
Nel cristianesimo, perdono è anche la remissione dei peccati, l'assoluzione delle colpe che Dio accorda quando il peccatore pentito riconosce, confessa e rinnega il suo peccato. Nella chiesa cattolico-romana al perdono divino è connessa la pratica dell'indulgenza plenaria o parziale (cioè la remissione di tutta la pena che il peccatore dovrà scontare per i suoi peccati, anche se perdonati da Dio, o almeno di una sua parte) concessa dalla Chiesa in relazione a una ricorrenza (giubileo) o un luogo importante, o collegato a un insieme di pratiche collettive o a un pellegrinaggio. L'eresia del perdono divino universale di tutti i peccati si chiama apocatastasi. 
Nell'Ebraismo, se una persona causa del male a qualcuno, ma sinceramente pentito chiede perdono a chi ha fatto del male e prova a porvi rimedio, la vittima è obbligata a concedergli il perdono.
In questa religione, un ebreo, per ottenere il perdono, deve andare da coloro o colui cui ha fatto del male e chiedere tre volte perdono sinceramente così avrà ottenuto il perdono. Nell'Ebraismo una persona non può ottenere perdono da Dio per atti fatti contro delle persone, e questo significa, ad esempio, che un omicida non sarà perdonato.
Sir Jonathan Sacks, capo rabbino delle unite congregazioni ebraiche del Commonwealth, ha precisato: "Non è che Dio perdoni e gli esseri umani no. Al contrario, crediamo che appunto perché solamente Dio perdoni i peccati contro Dio, solo gli esseri umani perdonino i peccati contro gli esseri umani".

## Etimologia
La parola perdono deriva dal verbo perdonare che equivale a condonare con un altro prefisso e come forma rafforzativa (nel latino medievale è documentata dal X secolo).

## Religione

### Nel Nuovo Testamento
Nel Nuovo Testamento il concetto di perdono è indicato da due parole greche con significati particolari:
- la prima è aphiemi che in greco precristiano (Omero) è usato per indicare il mettere in libertà una persona o una cosa, sciogliere, abbandonare, permettere, concedere, rinunciare, condonare, lasciare andare ecc. Il significato è confermato anche nella versione della Bibbia dei Settanta. Ma in generale nell'Antico Testamento il concetto di perdono ha poca importanza e riguarda non le trasgressioni morali, ma il contrasto di due volontà, quella divina e quella umana.

Nel Nuovo Testamento aphiemi è usato 142 volte e nel Vangelo secondo Matteo ben 47 volte. Ha il significato di perdono in senso assoluto, di perdono dei peccati, delle colpe, delle trasgressioni. Nella maggioranza dei casi conserva anche il suo significato originario di lasciare, lasciare andare, mettere in libertà, mandare via, abbandonare, lasciare dietro a sé. Indica inoltre il rimettere i debiti, i peccati, lasciare cadere, abbandonare lo sdegno, dimenticare; la sua espressione più significativa è nel Padre nostro (Matteo 6, 12).
- La seconda parola greca è hilaskomai che ha un significato particolare. Ha infatti valore di espiare, conciliare se stessi, placare il Dio irato, rendere benevolo, e misericordioso. O Dio sii propizio verso di me [perdonami] che sono un peccatore è la preghiera del pubblicano (Luca 18, 13). Egli ... dovette diventare ... sommo Sacerdote misericordioso e fedele, capace di espiare i peccati del popolo ... ricorda San Paolo nella Lettera agli Ebrei (II, 17).

Il perdono cristiano è strettamente legato alla penitenza, in greco metamelomai (avere rimorso rimpianto e pentimento, cambiare opinione e giudizio su qualcuno) e metanoeo (cambiare mentalità, mutare pensiero, convertirsi). Gesù invita al pentimento in (Lc 13). San Paolo scrive: - Benedetti (makarioi) e felici e degni di invidia coloro a cui le iniquità sono perdonate e i cui peccati sono sepolti - (Romani 4, 7-8).

## Nella mitologia romana
Nella mitologia romana, Clementia era la dea del perdono e della misericordia.

## Teorie psicologiche sul perdono
Negli ultimi decenni, il perdono ha ricevuto l'attenzione degli studiosi di psicologia sociale. Sebbene non vi sia ancora una definizione da un punto di vista psicologico di questo concetto che raggiunga un sufficiente consenso nella letteratura relativa alla ricerca in tale campo, molti ricercatori assumono che il perdono sia correlato a un cambiamento verso la socialità nelle motivazioni interpersonali nei confronti di un'altra persona che ha commesso un torto o un danno. 
Nello specifico, tre cambiamenti nelle motivazioni sembrano avvenire quando si perdona qualcuno:
1. Un aumento nella motivazione ad agire in un modo che beneficia chi ci ha offeso o la relazione con tale persona;
2. Un calo nella motivazione di rivalersi nei confronti di chi ha commesso il torto;
3. Un calo nella motivazione di evitare la persona che ha commesso il torto.

## Nella filosofia
Il problema dei confini di ciò che può essere perdonato è tematizzato soprattutto da filosofi ebrei: con l'eccezione di Paul Ricoeur e Karl Jaspers, si ricordano Simon Wiesenthal con il suo romanzo Il girasole, Hannah Arendt e Elie Wiesel, ma soprattutto Vladimir Jankélévitch, Emmanuel Levinas e Jacques Derrida, per il quale il perdono deve essere incondizionato e non proporzionale alla gravità della colpa.